# Punta de la Comanjover
La Punta de la Comanjover és una muntanya de 651 metres que es troba al municipi de Fulleda, a la comarca catalana de les Garrigues.